# Game of Thrones (8.ª temporada)
A oitava e última temporada de Game of Thrones foi anunciada pela HBO em julho de 2016. David Benioff e D. B. Weiss continuam como showrunners e produtores executivos. A oitava temporada estreou em 14 de abril de 2019.

## Elenco e personagens

### Principal
- Peter Dinklage como Tyrion Lannister[2]
- Nikolaj Coster-Waldau como Jaime Lannister[2]
- Lena Headey como Cersei Lannister[2]
- Emilia Clarke como Daenerys Targaryen[2]
- Kit Harington como Jon Snow[2]
- Sophie Turner como Sansa Stark[3]
- Maisie Williams como Arya Stark[4]
- Liam Cunningham como Davos Seaworth[5]
- Nathalie Emmanuel como Missandei[6]
- Alfie Allen como Theon Greyjoy[7]
- John Bradley como Samwell Tarly[8]
- Isaac Hempstead Wright como Bran Stark[9]
- Gwendoline Christie como Brienne de Tarth[6]
- Conleth Hill como Varys[10]
- Rory McCann como Sandor "Cão de Caça" Clegane[11]
- Jerome Flynn como Bronn[12]
- Kristofer Hivju como Tormund Giantsbane[13]
- Joe Dempsie como Gendry[14]
- Jacob Anderson como Verme Cinzento[6]
- Iain Glen como Jorah Mormont[15]
- Hannah Murray como Gilly[16]
- Carice van Houten como Melisandre[17]

### Convidado
Os atores recorrentes listados aqui são os que apareceram na oitava temporada. Eles estão listados pela região em que aparecem pela primeira vez.
| - Richard Dormer como Beric Dondarrion - Ben Crompton como Eddison Tollett - Daniel Portman como Podrick Payne - Rupert Vansittart como Yohn Royce - Bella Ramsey como Lyanna Mormont - Megan Parkinson como Alys Karstark - Richard Rycroft como Maester Wolkan - Harry Grasby como Ned Umber - Staz Nair como Qhono - Vladimir Furdik como o Rei da Noite | - Pilou Asbaek como Euron Greyjoy - Anton Lesser como Qyburn - Hafþór Júlíus Björnsson como Gregor Clegane - Gemma Whelan como Yara Greyjoy - Marc Rissmann como Harry Strickland - Tobias Menzies como Edmure Tully - Lino Facioli como Robin Arryn |

## Produção
A emissora HBO confirmou a oitava temporada de Game of Thrones em julho de 2016. David Benioff e D. B. Weiss continuam como showrunners e produtores executivos, e já temos alguns atores confirmados para o elenco. Dentre eles, está o ator Marc Rissmann, que interpretará Harry Strickland.
Jacob Anderson, que interpretou Verme Cinzento como um personagem recorrente nas temporadas anteriores da série, foi promovido para o elenco principal na oitava temporada.
A oitava temporada estreou em 14 de abril de 2019.

## Episódios
| N.º na série | N.º na temp. | Título                                                                  | Dirigido por                | Escrito por                 | Exibição original   | Audiência (milhões) |
| --- | ------------ | ----------------------------------------------------------------------- | --------------------------- | --------------------------- | ------------------- | ------------------- |
| 68 | 1            | "Winterfell" "(Winterfell)" (BR)                                        | David Nutter                | Dave Hill                   | 14 de abril de 2019 | 11.76               |
| Daenerys Targaryen e seu exército chegam em Winterfell na companhia de Jon Snow, onde descobrem que os Caminhantes Brancos atravessaram a Muralha. Os senhores do Norte e seus aliados se reúnem em Winterfell e questionam a nova posição de Jon, fazendo-o dizer que abdicou do título de Rei do Norte para que pudesse trazer aliados. Os nortenhos permanecem desconfiados em relação a Daenerys e dos prometidos reforços do exército Lannister. Em Porto Real, Cersei não se preocupa com a queda da Muralha, uma vez que Euron retorna com os mercenários da Companhia Dourada, e ele usa seus atos para convencê-la a fazer sexo com ele. Enquanto isso, Qyburn contrata Bronn para assassinar Tyrion e Jaime, a mando de Cersei. Theon se infiltra na Frota de Ferro e resgata Yara, que se dirige para as Ilhas de Ferro para recuperá-la de Euron, enquanto Theon decide voltar para Winterfell e apoiar Jon contra o Rei da Noite. De volta a Winterfell, Jon se reúne com Bran e Arya, enquanto Sansa continua suspeitando de Daenerys. Sam descobre que seu pai e irmão foram mortos por Daenerys e fica irritado com isso, e depois ele conta a Jon sobre sua verdadeira identidade como filho de Rhaegar e Lyanna, e como o verdadeiro herdeiro do Trono de Ferro. Tormund e Beric inspecionam um castelo devastado e encontram Edd e membros da Patrulha da Noite; os ocupantes do castelo, agora revelado como a casa ancestral da Casa Umber, Última Lareira, já foram exterminados pelo Rei da Noite, que deixou uma mensagem macabra para os vivos. Jaime chega a Winterfell e encontra Bran no pátio. |              |                                                                         |                             |                             |                     |                     |
| 69 | 2            | "A Knight of the Seven Kingdoms" "(Uma Cavaleira dos Sete Reinos)" (BR) | David Nutter                | Bryan Cogman                | 21 de abril de 2019 | 10.29               |
| Apesar de ser recebido com desconfiança por Daenerys e Sansa, Jaime tem permissão para se juntar às forças Targaryen-Stark depois que Brienne atesta sua honra. Tyrion começa a perder a confiança de Daenerys devido ao seu erro em acreditar em Cersei sobre o aguardado exército Lannister, levando Jorah a pedir perdão a ele. Daenerys tenta ganhar a confiança de Sansa através de seu amor mútuo por Jon, mas é incapaz de responder suas perguntas sobre o destino do Norte. Theon, Edd, Tormund e Beric retornam a Winterfell e relatam a queda da Casa Umber. Todos relutantemente concordam com a sugestão de Bran de que ele seja usado como isca para atrair o Rei da Noite, que está empenhado em destruir o Corvo de Três Olhos. Jon, Samwell e Edd rememoram seu tempo na Patrulha da Noite; Arya faz sexo com Gendry; Tyrion, Jaime, Davos, Brienne, Podrick e Tormund bebem juntos, durante os quais Jamie formalmente consagra Brienne como uma cavaleira dos Sete Reinos; e Jorah não consegue convencer sua prima Lyanna Mormont a não lutar antes de receber a espada "Veneno do Coração" de Samwell. Enquanto o Exército dos Mortos se aproxima de Winterfell, Daenerys encontra Jon no túmulo de Lyanna Stark e descobre por ele, que Jon é seu sobrinho e o verdadeiro herdeiro do Trono de Ferro. |              |                                                                         |                             |                             |                     |                     |
| 70 | 3            | "The Long Night" "(A Longa Noite)" (BR)                                 | Miguel Sapochnik            | David Benioff & D. B. Weiss | 28 de abril de 2019 | 12.02               |
| O Exército dos Vivos encontra o Exército dos Mortos no campo, mas é rapidamente subjugado pelo número superior de mortos, e Edd é morto salvando Samwell. Os vivos recuam para atrás das muralhas do castelo enquanto Melisandre cria fogo na trincheira em torno de Winterfell para atrasar o avanço dos mortos. Jon e Daenerys enfrentam o Rei da Noite com seus dragões, e uma surpreendente luta ocorre no céu de Winterfell. Os mortos conseguem romper a parede de fogo e atacar as muralhas de Winterfell. Os defensores são rapidamente dominados e dispersos, com Lyanna Mormont e Beric morrendo na defesa. Jon e Rhaegal conseguem derrubar o Rei da Noite de Viserion; Daenerys ordena que Drogon o queime, mas o fogo do dragão não faz efeito nele. O Rei da Noite levanta os defensores abatidos de Winterfell para lutar por ele. Os mortos nas criptas são levantados também e começam a atacar os civis que se abrigam, fazendo Tyrion, Sansa, Varys, Missandei, Gilly e outros civis se esconderem. Daenerys é derrubada do seu dragão e Jorah defende-a dos mortos mas é gravemente ferido várias vezes, e sucumbindo às suas feridas ele morre nos braços de Daenerys. O Rei da Noite chega ao Represeiro para ir até Bran e mata Theon, mas Arya numa emboscada o mata com um punhal de aço Valiriano, fazendo com que o Exército dos Mortos desmorone. Melisandre, com seu propósito servido, vaga pela neve e morre de sua velhice. |              |                                                                         |                             |                             |                     |                     |
| 71 | 4            | "The Last of the Starks" "(Os Últimos Starks)" (BR)                     | David Nutter                | David Benioff & D. B. Weiss | 5 de maio de 2019   | 11.80               |
| Os nortenhos começam a queimar todos os seus mortos em piras funerárias, ouvindo um discurso honroso de Jon. Durante as celebrações da vitória da primeira guerra, Daenerys legitima Gendry como um Baratheon e nomeia-o o novo Lorde de Ponta Tempestade. Jaime e Brienne demonstram seus interesses um pelo outro e fazem sexo. Daenerys pede que Jon não revele sua identidade como Targaryen, dando a opção dele continuar ao seu lado caso mantenha segredo, mas Jon prefere revelar apenas para sua família, alegando também que não quer o trono. Durante um conselho de guerra, Daenerys insiste em deixar o Norte e atacar Porto Real em breve. Bran é incentivado por Jon a contar a verdade sobre a identidade deste último para Arya e Sansa. Devido sua oposição contra Daenerys, Sansa compartilha o segredo com Tyrion, que então compartilha com Varys. Bronn chega em Winterfell com a missão de executar Tyrion e Jaime a mando de Cersei, porém, Tyrion promete para Bronn que fará dele o novo Lorde de Jardim de Cima assim que Daenerys ganhasse a guerra, e Bronn desiste de matá-los. Os soldados do norte viajam para o Sul pela Estrada do Rei liderados por Jon, enquanto a frota Targaryen segue para Pedra do Dragão para eventualmente ir até Porto Real. A frota é emboscada e destruída por Euron Greyjoy, o dragão Rhaegal é morto e Missandei é capturada. Varys e Tyrion discutem o estado de espírito de Daenerys, com Varys sugerindo que ela pode não estar em condições de governar após o ocorrido, pois ela irá tomar decisões drásticas para se vingar de Cersei. Sabendo da vitória de Cersei, Jaime deixa Winterfell rumo a Porto Real. Em Porto Real, Missandei é executada nos muros do Red Keep quando Daenerys se recusa a se render a Cersei. |              |                                                                         |                             |                             |                     |                     |
| 72 | 5            | "The Bells" "(Os Sinos)" (BR)                                           | Miguel Sapochnik            | David Benioff & D. B. Weiss | 12 de maio de 2019  | 12.48               |
| Jon chega em Pedra do Dragão para se reunir com Daenerys que está em estado depressivo, porém Varys tenta convencê-lo a tomar o Trono de Ferro para o bem de todos, mas Jon se recusa a trair sua amada. Tyrion informa sobre a trama de Varys para Daenerys e ela ordena Drogon executá-lo com seu fogo. Daenerys decide incendiar Porto Real ao amanhecer, mas Tyrion diz a ela que ele tem um plano para parar Cersei. Ele se encontra secretamente com Jaime e pede para que este último convença Cersei a fugir para Pentos após se render. Arya e Sandor Clegane chegam em Porto Real para matar Cersei e Montanha respectivamente. No dia seguinte, os exércitos da rainha Cersei assim como os de Daenerys se preparam para a batalha decisiva. Jaime, Arya e Sandor se infiltram em Porto Real enquanto milhares de civis procuram abrigo na Fortaleza Vermelha. Daenerys chega com Drogon e destrói tanto a Frota de Ferro de Euron Greyjoy quanto a Companhia Dourada, permitindo que seu exército rompa os portões e entre na cidade. Com a invasão de seus exércitos, a Companhia Dourada e o exército de Cersei se rendem e os sinos da cidade são tocados em sinal de rendição. Mesmo assim, com ódio pela morte de Missandei e pelo fato de achar que só pode ser temida e não amada pelo povo de Westeros, ela ordena a Drogon que saia queimando toda Porto Real com a população dentro dela, para horror de Jon, Tyrion e Arya que se encontram entre o povo abaixo. Enquanto Daenerys destrói a cidade, Sandor convence Arya a desistir de matar Cersei e prossegue sozinho em sua missão de matar seu irmão. Sandor tem uma grande luta com o Montanha e se sacrifica para matá-lo. Jaime mata Euron e entra na Fortaleza Vermelha em busca de Cersei, e uma vez reunidos tentam fugir pelas passagens secretas do castelo. A tentativa de escapar falha quando o túnel de escape desmorona sobre eles. Jon Snow dá a instrução para suas forças recuarem quando pessoas inocentes fogem de Porto Real em chamas. Arya testemunha a destruição de Porto Real e mal consegue escapar da cidade com vida. |              |                                                                         |                             |                             |                     |                     |
| 73 | 6            | "The Iron Throne" "(O Trono de Ferro)" (BR)                             | David Benioff & D. B. Weiss | David Benioff & D. B. Weiss | 19 de maio de 2019  | 13.61               |
| Jon e Davos analisam a destruição que Daenerys fez em Porto Real, enquanto Verme Cinzento executa os últimos soldados dos Lannisters. Tyion encontra os cadáveres de Jaime e Cersei nas ruínas da Fortaleza Vermelha, e fica devastado. Daenerys faz um discurso na frente de Imaculados e Dothrakis, declarando que ela vai libertar não só Westeros, mas o mundo inteiro da tirania. Tyrion renuncia publicamente sua posição de Mão da Rainha e protesta a nova forma de governo de Daenerys, e acaba sendo preso. Tanto Arya quanto Tyrion avisam a Jon que Daenerys irá vê-lo sempre como um possível inimigo e o destino de Westeros está em suas mãos. Jon confronta Daenerys na devastada sala do trono e acaba matando-a quando ele percebe que ela se tornou uma tirana. Sentindo a morte de Daenerys, Drogon derrete o Trono de Ferro com seu fogo e leva o corpo de Daenerys embora. Dias depois, os senhores de Westeros se reúnem para decidir quem será o próximo governante, e Tyrion sugere que futuros reis sejam escolhidos pelos senhores de Westeros, e não pela linhagem. Ele também nomeia Bran para ser o próximo rei sob este novo sistema, onde o resto dos senhores concordam unanimemente. Bran nomeia Tyrion para ser sua Mão, e declara a independência do Norte que se separa dos Sete Reinos. Jon é reintegrado à Patrulha da Noite como penitência por matar Daenerys. Verme Cinzento leva os Imaculados e Dothrakis de volta a Essos e Tyrion reorganiza o Pequeno Conselho para reconstruir Porto Real. Bran decide usar seus poderes para encontrar e posteriormente manipular Drogon, e Arya decide explorar os mares desconhecidos a oeste de Westeros. Sansa se torna Rainha do Norte e Jon segue para o norte da Muralha com os Selvagens. |              |                                                                         |                             |                             |                     |                     |